# Cratere Thierry
Thierry è un cratere sulla superficie di Giapeto.